# VKT-linjen
VKT-linjen eller Viipuri–Kuparsaari–Taipale linjen (fi: VKT-linja) var en finsk forsvarslinje på det Karelske næs under Fortsættelseskrigen. Den strakte sig fra Viipuri gennem Tali og Kuparsaari langs den nordlige bred af Vuoksi floden, Suvanto og Taipaleenjoki til Taipale på den vestlige bred af Ladoga søen, og drog nytte af de naturgivne muligheder i den østlige del af den ødelagte Mannerheimlinje.